# Jean-Baptiste Labat
Pour les articles homonymes, voir Labat.
Le Père Jean-Baptiste Labat, né le 5 septembre 1663 à Paris où il est mort le 6 janvier 1738, est un prêtre missionnaire dominicain, colonisateur, militaire, planteur esclavagiste, botaniste, ethnographe, technicien, écrivain et auteur de nombreux et célèbres récits de voyage.

## Biographie
Ordonné prêtre à Paris en 1685, le père Labat enseigne ensuite les mathématiques et la philosophie à Nancy, où il exerce en même temps les fonctions de prédicateur et poursuit des études scientifiques. Revenu à Paris, au couvent des Dominicains de la rue Saint-Honoré, en 1693, sur une lettre arrivée peu après du supérieur des Dominicains des Antilles françaises, dans laquelle cet ecclésiastique exhortait ses frères d’Europe à lui venir en aide, une maladie infectieuse ayant emporté de nombreux membres de l’ordre, il décide de mettre à exécution le projet qu’il nourrissait depuis longtemps de devenir missionnaire.
Comme les supérieurs de l’ordre attendaient beaucoup de ses services en France, c’est avec difficulté qu’il réussit à mettre son projet à exécution. Muni de l’autorisation des responsables de son ordre, il s’embarque avec plusieurs frères de l’ordre à la Rochelle en 1693, et débarque à la Martinique, le 29 janvier 1694. Il prend immédiatement en charge la paroisse de Macouba, qu’il dirige pendant deux ans, travaillant à développer la paroisse et à construire de nombreux édifices. Il est ensuite envoyé à la Guadeloupe pour construire un moulin sur un domaine appartenant à l’ordre. Ses connaissances mathématiques le recommandent au gouverneur de l’ile, qu’il accompagne lors d’une tournée dans l’ile, pour l’aider à choisir les points les mieux adaptés aux ouvrages de défense.
De retour à la Martinique, trouvant sa cure occupée par un autre, il reçoit la charge de procureur syndic de la mission, qui lui donne l’occasion de déployer toute l’étendue de son activité utile en même temps qu’il sert le gouvernement par ses connaissances mathématiques. Au cours de plusieurs voyages au service de la mission, il visite toutes les Antilles, françaises, néerlandaises et anglaises de Grenade à Hispaniola. Lors de l’attaque de la Guadeloupe par les Anglais en 1703, il rend d’importants services aux Français en tant qu’ingénieur.
Dans ses récits, rédigés en 1698, il évoque de nombreux aspects de la société caribéenne dont l'esclavage colonial. Il décrit les conditions de captivité des esclaves africains. Il est lui-même « esclavagiste défenseur du système colonial » et possesseur d'esclaves à l’habitation sucrière de Fonds Saint-Jacques, qu’il reprend en 1694, avec les paroisses du cul-de-sac Robert et du cul-de-sac François. Il aide à développer et moderniser l'industrie de la canne à sucre dans les Antilles françaises. Il assiste le botaniste Charles Plumier dans son travail quand celui-ci séjourne aux Antilles. La fabrication du sucre peut se faire selon la méthode dite du Père Labat. Il fortifie et prépare la défense de la Guadeloupe (dont il reste la tour du Père-Labat) puis prend part au combat lors de l'attaque britannique de l'île en 1704. Il est nommé vice-préfet apostolique la même année.

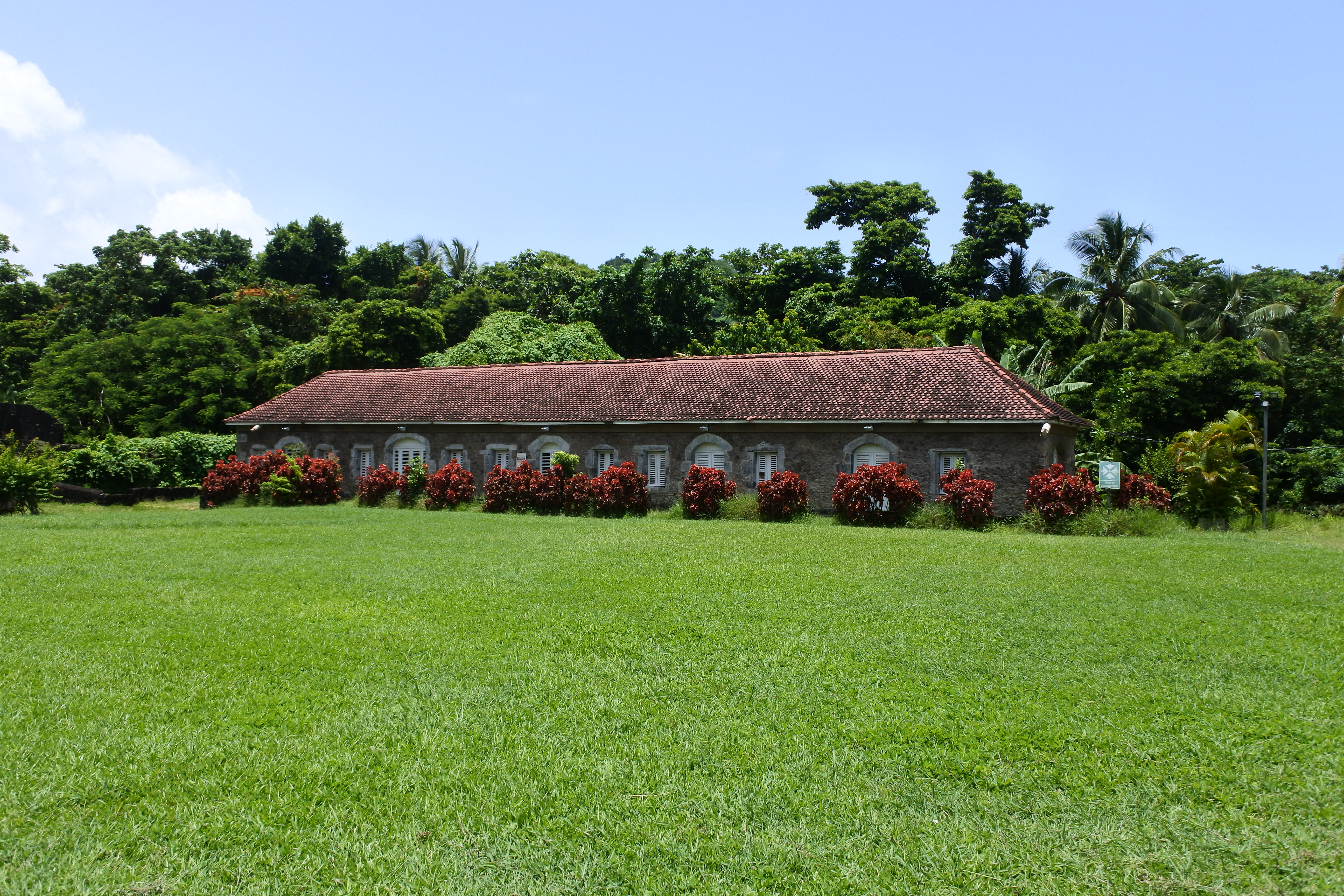
L’habitation Fonds Saint-Jacques.

Il est également le témoin privilégié d'un autre aspect de cette société, la flibuste, et pour laquelle ses écrits sont une source d'une grande importance.
En 1705, son ordre l’ayant renvoyé en Europe, il profite d’un débarquement à Cadix pour effectuer un relevé géométrique et scientifique des environs et de toute la côte de l’Andalousie jusqu’à Gibraltar. Nommé en Italie, il entreprend la rédaction du célèbre Nouveau Voyage aux isles Françoises de l'Amérique à partir des notes journalières qu'il avait prises toutes ces années durant. Il réside à Paris en 1716, dans le couvent de la rue Saint-Honoré où il exerce les fonctions d’agent du maître de l’Ordre jusqu'à sa mort.
Pendant ces années, il publie finalement Nouveau Voyage aux Isles Françoises de l'Amérique en 6 volumes à Paris en 1722, avec de nombreuses illustrations qu'il réalise lui-même. Cette œuvre est traduite en néerlandais en 1725, et en allemand en 1783.
Il travaille ensuite de manière similaire sur d'autres pays à partir de notes d'autres missionnaires. Alors qu'il ne s'est jamais rendu en Afrique, il s'inspire largement  des mémoires d'André Brue rédigées vers 1725 pour élaborer sa Nouvelle Relation de l'Afrique occidentale (1728), attribuant ses aventures à ce dernier, un récit dont la fiabilité a fait l'objet de polémiques. D'après Prosper Cultru, Jean Baptiste Labat a largement plagié les récits de Michel Jajolet de la Courbe publiés en 1685 dans son livre Premier voyage du Sieur La Courbe fait à la Coste d’Afrique.
Il aurait élaboré aux Antilles, pour soigner une fièvre, une eau de vie (guildive sucrée) qui, à la suite de quelques évolutions, est aujourd'hui devenue le rhum. Sur l'île de Marie-Galante, la distillerie artisanale Poisson produit le rhum du Père Labat.
Aujourd'hui encore, en créole martiniquais, le terme pèrlaba qualifie un esprit malin.
La bibliothèque du couvent des Frères Prêcheurs, rue Saint Honoré à Paris, où le Père Labat a rédigé ses récits de voyages, de 1716 à 1738, devint la salle de réunion du club des Jacobins sous la Révolution française.

## Galerie

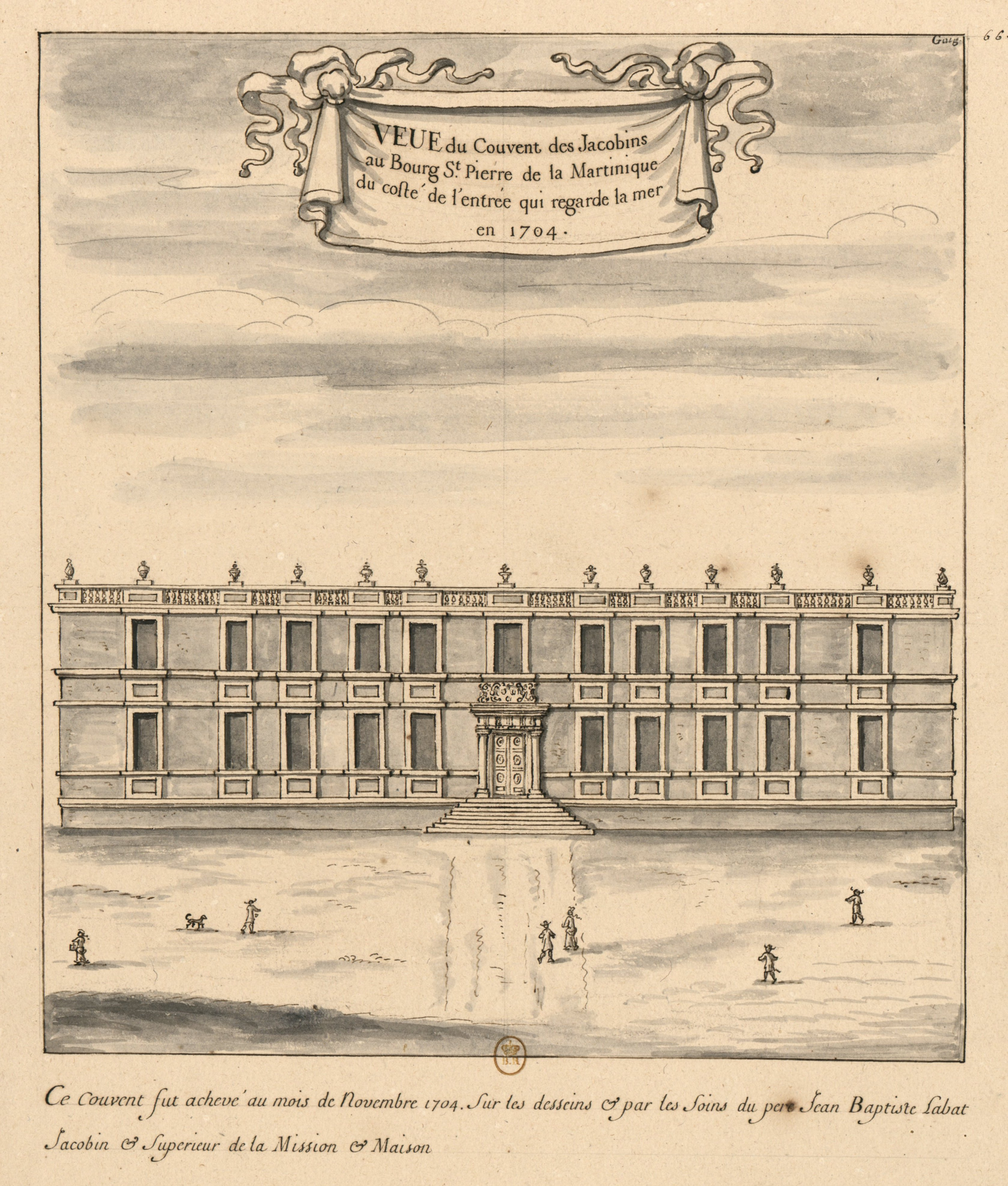
Couvent des Capucins à Saint-Pierre (Martinique), construit par le père Labat (1704)
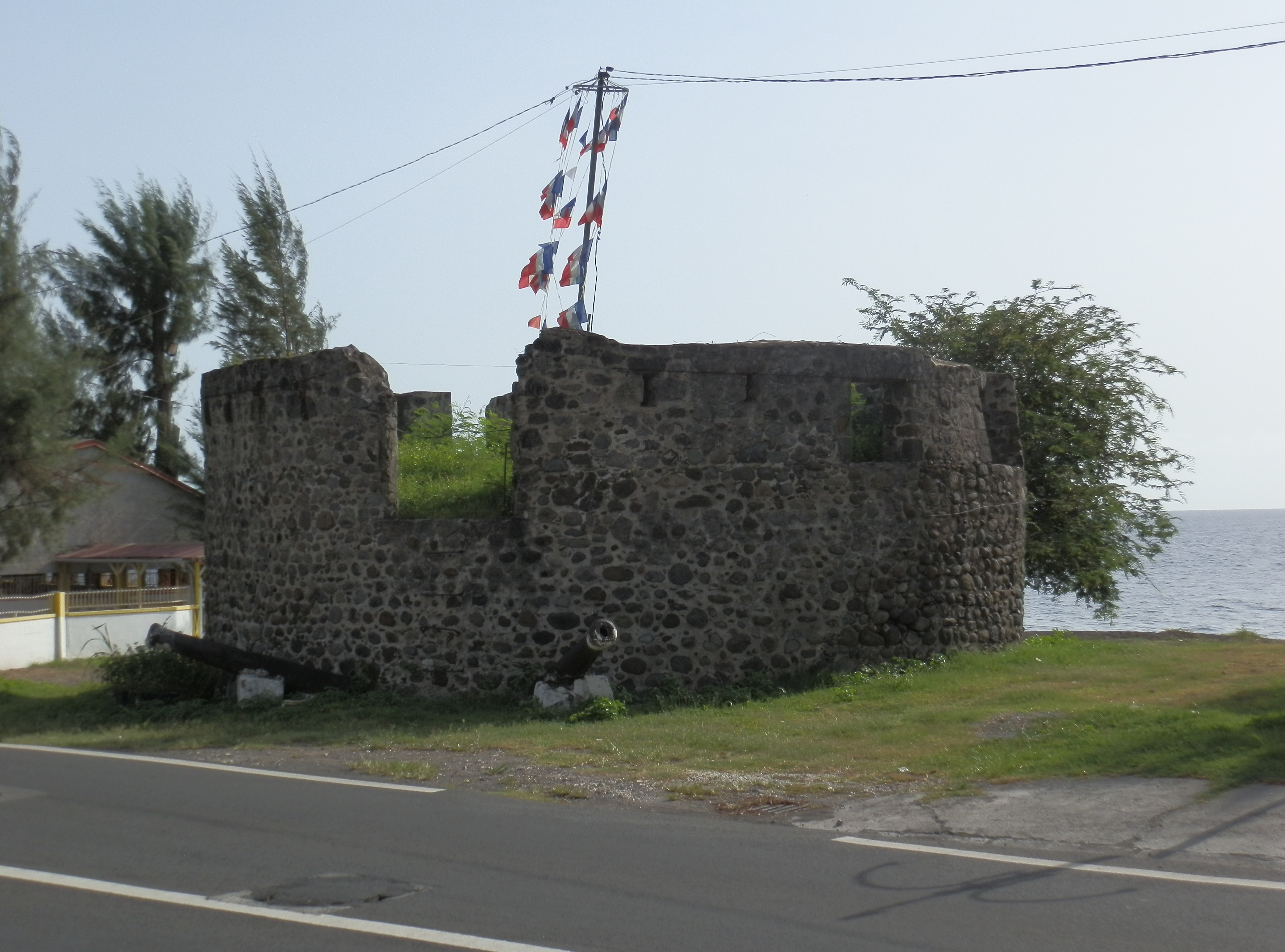
La tour du Père-Labat à Baillif en Guadeloupe.
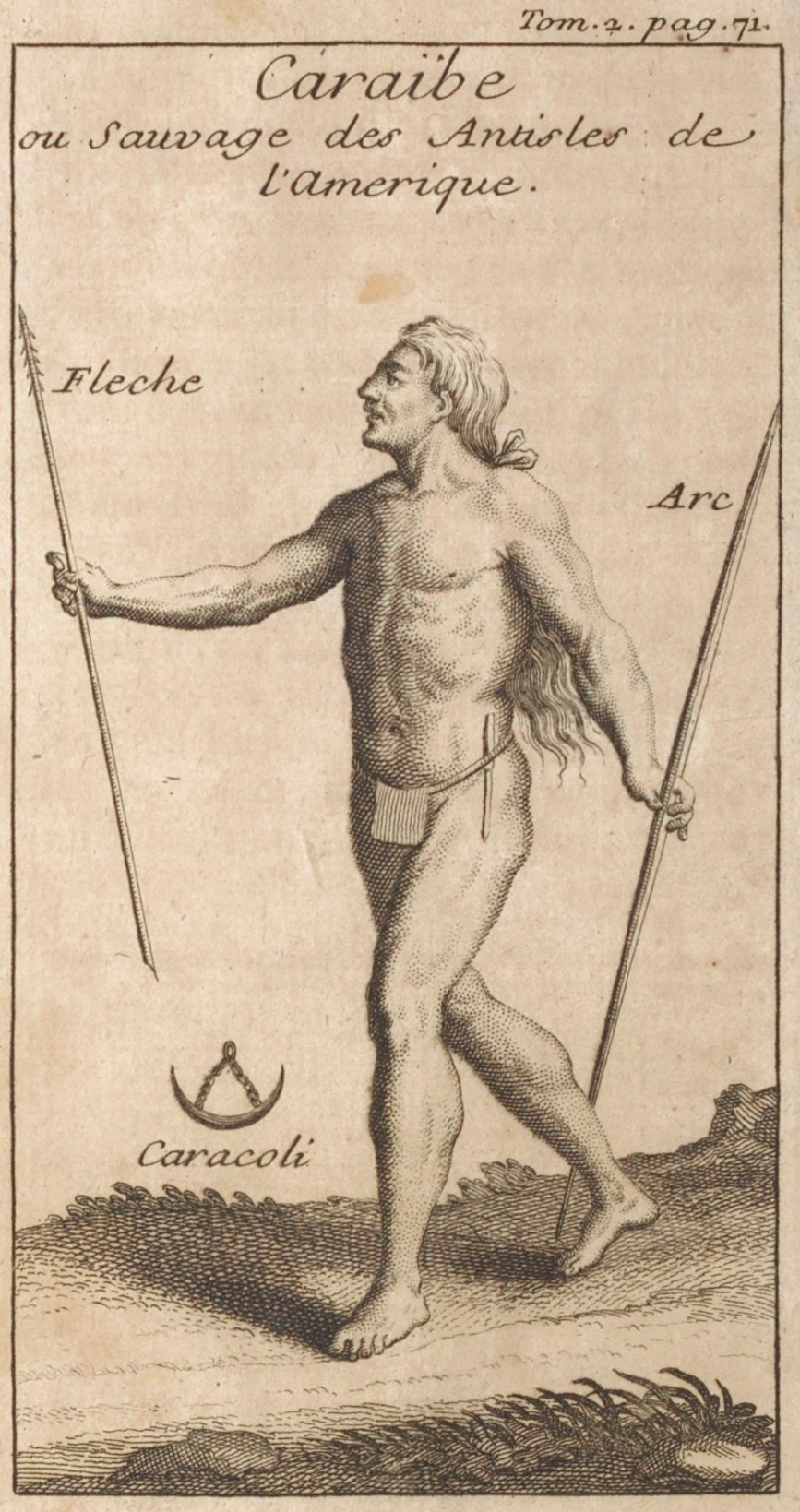
Gravure française d'un Amérindien caraïbe publiée en 1742 dans le Nouveau voyage aux isles de l'Amérique.
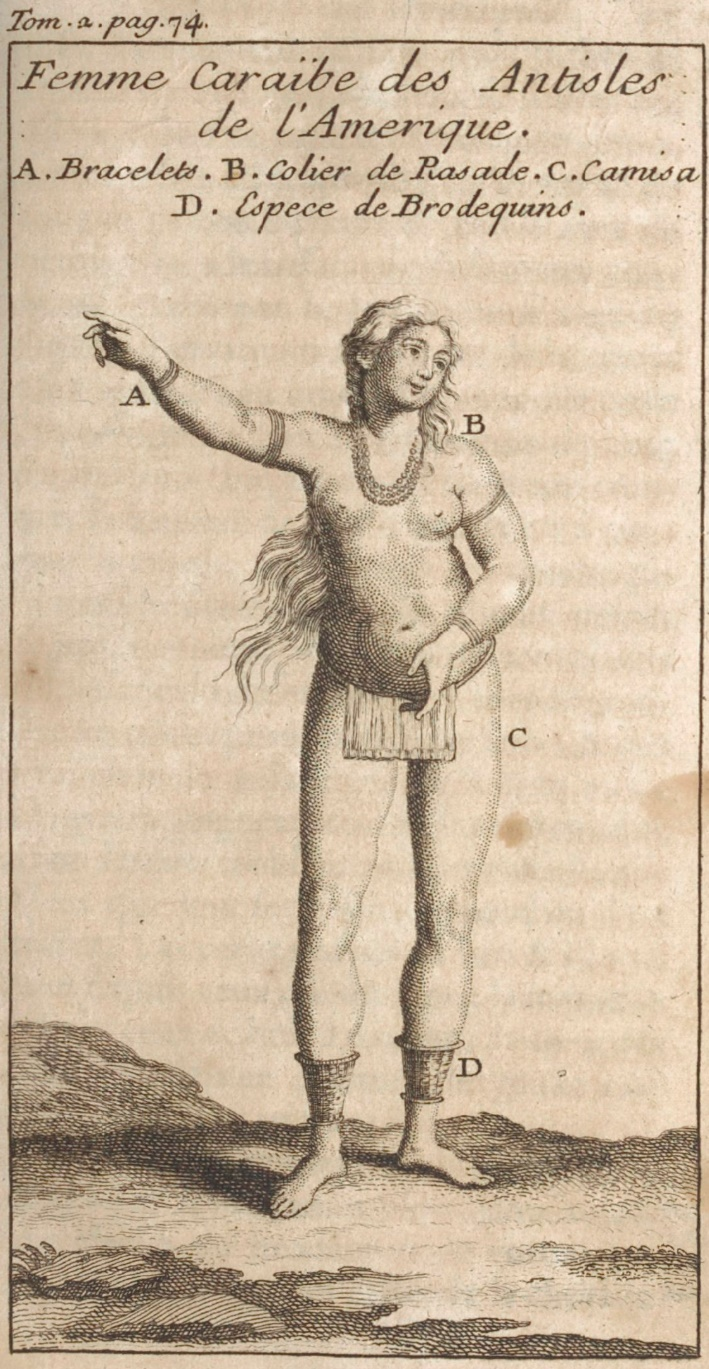
Gravure d'une Amérindienne caraïbe publiée en 1742 dans le Nouveau voyage aux isles de l'Amérique.

## Publications
- Jean-Baptiste Labat, Voyage du chevalier Des Marchais en Guinée, isles voisines et à Cayenne, fait en 1725, 1726 & 1727 : contenant une deſcription très exactes & très étendue de ces Païs, & du Commerce qui s’y fait. Enrichi d’un grand nombre de Cartes & de Figures en Tailles douces, t. 1, Amsterdam, aux dépens de la Compagnie, 1731, 335 p. (lire en ligne)
- Jean-Baptiste Labat, Voyage du chevalier Des Marchais en Guinée, isles voisines et à Cayenne, fait en 1725, 1726 & 1727 : contenant une deſcription très exactes & très étendue de ces Païs, & du Commerce qui s’y fait. Enrichi d’un grand nombre de Cartes & de Figures en Tailles douces, t. 2, Amsterdam, 1731, 292 p. (lire en ligne)
- Jean-Baptiste Labat, Voyage du chevalier Des M.*** en Guinée, isles voisines et à Cayenne, t. 3, [s.l.], [s.n.], 1730, 356 p. (lire en ligne)
- Jean-Baptiste Labat, Voyage du chevalier Des Marchais en Guinée, isles voisines et à Cayenne, fait en 1725, 1726 & 1727 : contenant une deſcription très exactes & très étendue de ces Païs, & du Commerce qui s’y fait. Enrichi d’un grand nombre de Cartes & de Figures en Tailles douces, t. 4, Paris, Prault, 1730, 718 p. (lire en ligne)
- Nouveau Voyage aux isles Françoises de l'Amérique, 1722, t. I sur Gallica, t. II sur Gallica, t. III sur Gallica, t. IV sur Gallica, t. V sur Gallica, t. VI sur Gallica.
- Voyage aux Isles, Chronique aventureuse des Caraïbes 1693-1705, J.-B. Labat, édition établie et présentée par Michel Le Bris, (Phébus libretto, Paris, 1993)
- Nouvelle relation de l'Afrique occidentale, 1728
- Relation historique de l'Éthiopie occidentale, 1732
- Voyages en Espagne et en Italie, t.1 lire en ligne sur Gallica, 2 sur Gallica, 3 sur Gallica, 4 sur Gallica, 5 sur Gallica, 6 sur Gallica, 7 sur Gallica, 8 sur Gallica, 1730.